# Scacco matto (Lorenzo Senni)
Scacco matto è il terzo album in studio del musicista italiano Lorenzo Senni, pubblicato nel 2020.
Scacco matto viene considerato il quinto migliore album dell'anno dalla rivista Rumore, secondo cui, in tale uscita, l'artista «perfeziona la sua peculiarissima ricerca musicale all'insegna di una musica rave atipica, euforica e genuinamente sperimentale».

## Tracce
1. Discipline of Enthusiasm – 4:37
2. XBreakingEdgeX – 3:40
3. Move in Silence (Only Speak When It’s Time to Say Checkmate) – 3:15
4. Canone infinito – 4:59
5. Dance Tonight Revolution Tomorrow – 7:32
6. The Power of Failing – 5:49
7. Wasting Time Writing Lorenzo Senni Songs – 5:28
8. THINK BIG – 6:07